# Маканаки, Сирилл
Сири́лл Тома́ Маканаки́ (фр. Cyrille Thomas Makanaky; 26 июня 1965, Дуала) — камерунский футболист, полузащитник.

## Карьера
Начинал карьеру во французских любительских командах. В 1987 году был заявлен за «Тулон» во французской Лиге 1. В 1988—1990 годах играл в «Лансе» и «Тулоне».
В 1988 году в составе сборной Камеруна выиграл Кубок африканских наций в Марокко (в полуфинале забил гол).
На чемпионате мира 1990 года, который был отмечен неожиданным успехом команды Камеруна (выход в 1/4 финала), сыграл во всех 5 матчах на чемпионате.
До завершения выступлений в 1997 году принимал участие в чемпионатах Испании («Депортиво Малага», «Вильярреал»), Израиля («Маккаби» из Тель-Авива), Эквадора («Барселона»).
В составе «Маккаби» стал обладателем Кубка Израиля в 1994 году.
После ухода из футбола стал риелтором.

## Достижения
- Четвертьфиналист чемпионата мира 1990;
- Чемпион Африки (1988);
- Чемпион Эквадора (1996, 1998);
- Обладатель Кубка Израиля (1994).